# Dobrá Voda (Toužim)
Dobrá Voda (německy Dobrawod) je vesnice, část města Toužim v jižní části okresu Karlovy Vary v Karlovarském kraji. Vesnice leží v Tepelské vrchovině, devět kilometrů jihozápadně od města Toužim.
Ve vsi je malý rybníček. Jeden kilometr východně od vsi se nachází klášter trapistů Nový Dvůr, který byl přestavěn z původního barokního zemědělského statku. Od roku 2001 ve vsi sídlí a působí sociální a komunitní organizace Český západ. V rámci komunitního projektu Společně v Dobré Vodě vznikla v roce 2008 tříkilometrová ptačí naučná stezka, na jejíž tvorbě se podíleli studenti gymnázia Přírodní škola a místní občané.
Od 21. června 2007 v Dobré Vodě pracuje osadní výbor, jehož předsedou je v roce 2021 Ralf Ducamp. Ralfu Ducampovi byla v roce 2011 za práci pro místní komunitu udělena dobrovolnická cena Křesadlo.
Sídlem prochází cyklotrasa 2233 a také poutní Skokovská stezka a Davidova stezka.

## Historie
První písemná zmínka o vesnici pochází z roku 1233.
V roce 1880 měla vesnice údajně 282 obyvatel a patřila k ní i dnes zaniklá osada Thalhäuser (V dolíčku), kdysi část Staré Vsi. Dobrá Voda byla do konce druhé světové války hojně osídlena obyvateli německé národnosti. V letech 1945–1946 byli Němci v rámci nuceného vysídlení z území Sudet vystěhováni i z Dobré Vody. Později byla vesnice uměle osídlena českými, slovenskými a romskými obyvateli, kteří našli práci zvláště v Jednotném zemědělském družstvu v Kosmové. Dříve v obci fungovala škola a pošta, dnes ve vsi není žádné občanské vybavení. Západně od Dobré Vody byla ves Dřevohryzy (Zeberhiesch), která v roce 1880 měla 145 obyvatel. Tato ves zanikla po roce 1945, dnes jsou v této oblasti pouze pastviny. U Telecího potoka (německy Röllerbach) mezi Dobrou Vodou a Dřevohryzy býval mlýn U Dvořáků (německy Röllermühle). V roce 1998 byl v Dobré Vodě u silnice mezi Prachomety a Branišovem umístěn smírčí kříž. Výška smírčího kříže je 56 centimetrů, šířka 45 centimetrů a tloušťka 18 centimetrů. Kříž je poškozen, levé rameno je doděláno z betonu, na obou stranách je vyryt kříž v kruhu.

## Obyvatelstvo
| Rok            | 1869 | 1880 | 1890 | 1900 | 1910 | 1921 | 1930 | 1950 | 1961 | 1970 | 1980 | 1991 | 2001 | 2011 | 2021 |
| -------------- | ---- | ---- | ---- | ---- | ---- | ---- | ---- | ---- | ---- | ---- | ---- | ---- | ---- | ---- | ---- |
| Počet obyvatel | 251  | 282  | 255  | 271  | 298  | 286  | 300  | 84   | 99   | 71   | 72   | 28   | 75   | 122  | 110  |
| Počet domů     | 36   | 37   | 39   | 41   | 42   | 43   | 47   | 21   | 39   | 12   | 8    | 8    | 12   | 15   | 15   |

## Obecní správa
Při sčítání lidu v letech 1869–1974 Dobrá Voda byla samostatnou obcí, se kterým patřila nejprve do okresu Teplá, ale v roce 1950 v okrese Toužim a v letech 1961–1974 v okrese Karlovy Vary. Od 1. ledna 1975 do 31. prosince 1975 byla častí obce Kosmová v okrese Karlovy Vary. Od 1. ledna 1976 je částí města Toužim v okrese Karlovy Vary. V letech 1950–1974 k obci patřil Branišov, v letech 1961–1968 Nežichov a v letech 1961–1974 také Dřevohryzy.

## Pamětihodnosti
- smírčí kříž[13]
- trapistický klášter Nový Dvůr[14]

## Galerie

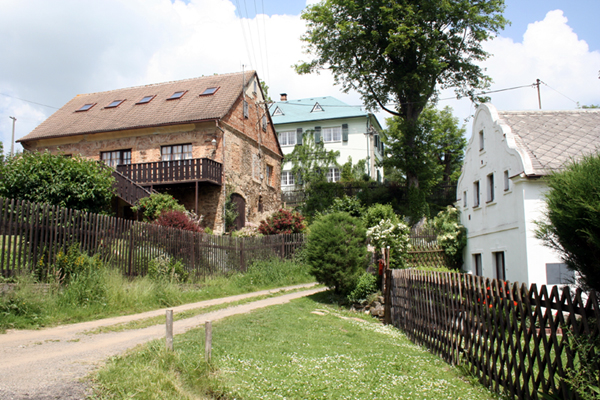
Domy v Dobré Vodě, v pozadí bývalá škola
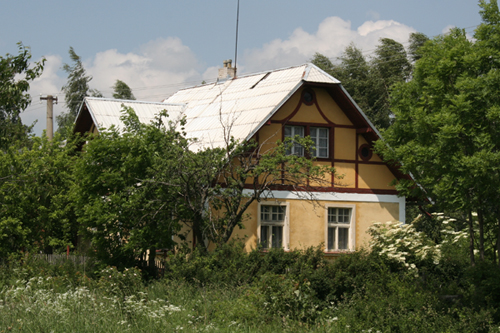
Dům v Dobré Vodě
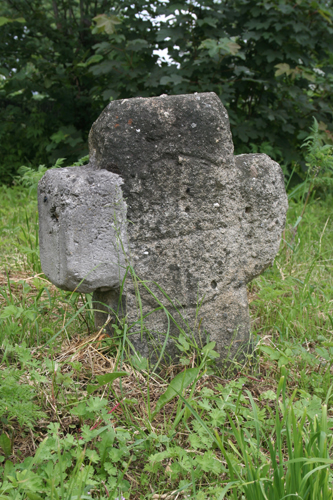
Smírčí kříž v Dobré Vodě
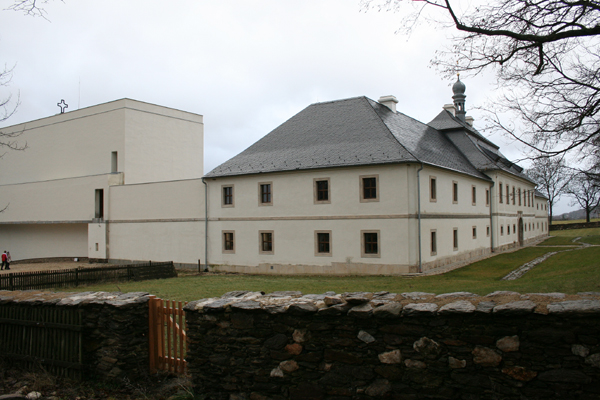
Klášter Nový Dvůr